# Mingdynastin
Mingdynastin (明朝, pinyin: Míng cháo), eller Stora Mings imperium (大明國, pinyin: Dà Míng Guó), var den regerande kejserliga dynastin i Kina från 1368 till 1644 och kom till makten efter kollapsen av den mongolledda Yuandynastin. Ming grundades av Hongwu-kejsaren Zhu Yuanzhang och har kallats "en av de största perioder av strukturerad regeringsmakt och social stabilitet i mänsklighetens historia". Det var den sista dynastin i Kina ledd av etniska hankineser. Även om Mings huvudstad Peking föll 1644 till rebeller ledda av Li Zicheng, som själv snart ersattes av den Manchu-ledda Qingdynastin, så överlevde regimer lojala till Ming-tronen (gemensamt kallat Södra Ming) till 1662.

## Politisk utveckling

### Hongwu-kejsaren
Ming tog makten från mongolerna, och många forskare tror att det var mongolernas diskriminerade politik mot hankineserna, speciellt de sydkineser som sist infogats i riket, som lade grunden för det stöd Zhu Yuanzhang fick i sitt uppror mot Yuandynastin.
Zhu Yuanzhang kom från en fattig bondefamilj, och efter att hans föräldrar dött blev han tiggarmunk. Hans erfarenheter av hur bönderna levde kom att påverka hans politik. Han deltog i upproren mot Yuandynastin och kom så småningom att bli upprorens ledare och utropade sig till kejsare 1368 under kejsarnamnet Hongwu. 
För att lätta på skattetrycket för bönderna, som till stor del gick till att finansiera militären, gjorde han militären nästan självförsörjande genom att de i fredstid arbetade inom jordbruket. Större jordegendomar togs i beslag och styckades upp. Uppodling av obrukad mark uppmuntrades genom skattebefrielse. Dessutom genomfördes flera viktiga administrativa reformer. Medan tidigare dynastier hade varit positiva till handeln ansåg Hongwu att jordbruket var basen i ekonomin. Av eftervärlden har Hongwu ansetts varit en duglig kejsare, men också mycket brutal. Hans utrensningar av personer som konspirerade eller som misstänktes konspirera mot honom kostade 10 000-tals livet.
Efter Hongwus död uppstod stridigheter kring vem som skulle efterträda honom. Den prins som utsetts dog före Hongwu, och istället blev prinsens son Jianwen kejsare, men blev avsatt efter endast fyra år av en av Hongwus söner.

### Yongle-kejsaren
Mingdynastins två första kejsare förlade sin huvudstad till Nanjing, för att distansera sig från mongolerna. Mongolerna, som från och med Khubilai khan regerade som den kinesiska Yuandynastin, hade nämligen haft sin huvudstad i Khanbaliq, dagens Peking. Mingdynastins tredje kejsare, kallad Yongle-kejsaren, förlade sedan huvudstaden till Peking igen och stadens historiska delar med exempelvis Förbjudna staden stammar därför från början av 1400-talet. Peking fick också efter återupprättandet som huvudstad sitt nuvarande namn Peking, eller på pinyin Beijing, "Norra huvudstaden". Detta till skillnad från den tidigare "Södra huvudstaden" Nanjing (som dock åter skulle bli huvudstad några decennier i början av 1900-talet).
Under Yongle genomförde Kina en kortvarig erövring av Vietnam mellan 1406 och 1427, och flera militära expeditioner sändes mot mongolerna. En annan del av Yongles expansion var de sju resor enucken Zheng He företog i västra Stilla havet och Indiska oceanen. Flottan besökte en rad länder i Asien och östra Afrika för att kräva dem på tribut, vilket hade syftet att befästa självbilden av Mingdynastin som världens centrum. Resorna kom att upphöra strax efter Yongles död.

### Konsolidering och kontakter med omvärlden
Ming, den sista hankinesiska dynastin, förde till en början Kinas utveckling framåt med en blomstringsperiod under första delen av 1400-talet, inklusive oceangående expeditioner ledda av amiral Zheng He till Sydostasien, Sydasien och Östafrika. Många delar av sydöstra Kina specialiserade sig på specifika produkter och satsade på handel istället för självförsörjning. Det skedde en välståndsökning och även kom andra delas av Asien till dels. Suzhou var under denna tid Kinas största stad, och kanske även världens största i slutet av 1500-talet. Perioden medförde även förbättringar av jordbruk och handelssystem och skattesystemet reformerades så att betalning skedde med silvermynt istället för in natura. Myntprägling förekom inte i Kina, utan silvret kom från Japan och Sydamerika. Under denna tid ändrades staden Chang'ans namn till det nuvarande Xi'an.

### Tillbakagång
Under 1500-talet försvagades Mingkina av en isolationistisk inrikespolitik, krigiska grannar, japanska sjörövare och européernas kolonisationer. Beroendet av importerat silver blev ett problem när Japan stängde sina hamnar och silverkällorna i Sydamerika började sina. Tillgången på silver minskade vilket ledde till deflation och hamstring av mynt och spannmål vilket tillsammans med flera naturkatastrofer i början av 1600-talet ledde till hungersnöd. Portugal, Spanien och Nederländerna upprättade kolonier i området som minskade Kinas ekonomiska inflytande. De senare kejsarna anses svaga och odugliga. Korruptionen ökade och enuckerna fick mer makt. Stora delar av landet föll för lokala uppror samtidigt som armén försvagades. I samband med ett bondeuppror lyckades de norr om Kina bosatta manchuerna ta makten efter slaget om Shanhaiguan och utropade 1644 Qingdynastin. Grenar av den kejserliga familjen Zhu fortsatte dock kampen mot dem ända fram till 1662.

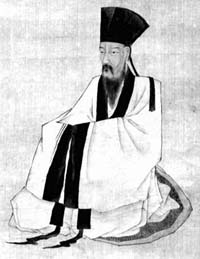
Wang Yangming (1472–1529), ansedd som den mest inflytelserike konfucianske tänkaren efter Zhu Xi

## Rättsväsen
Zhu betraktade sin dynasti som en restauration av den konfucianska och hankinesiska civilisationen efter nästan hundra år av mongoliskt styre under Yuan. Därför återinförde han konfucianska seder, klädedräkt och lagar från Tangdynastin. Han utfärdade också fyra viktiga rättsliga och normativa texter, vilket har befäst Zhus ställning som laggivare. Den första texten var Den upphöjda Mingdynastins släktföreskrifter, som var ett slags grundlag för kejsarhuset. Den andra texten var Mingdynastins befallningar, vilka var allmänna föreskrifter för hur kejsarrikets skulle styras. Den tredje texten var Plakatet med föreskrifter för allmogen, vilken bestod av instruktioner för hur det vanliga folket skulle leva sina liv i enlighet med de konfucianska dygderna. Den sista, och mest omfattade texten var Mingdynastins lagsamling, vilket var dynastins grundläggande brottsbalk och som utgjorde grunden för alla kinesiska lagsamlingar fram till Qingdynastins fall 1911.

## Filosofi
Under Mingdynastin omfattades  Songdynastins ämbetsmannalärde Zhu Xis (1130–1200) och neo-konfucianismens doktriner av hovet och bildade kineser i stort. 

### Wang Yangmings konfucianism

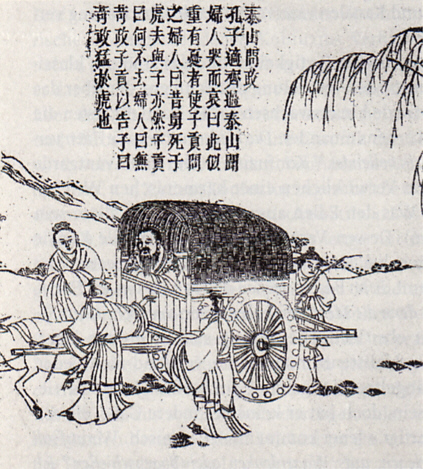
Ett teckningstryck från Mingdynastin av Konfucius på väg till Zhoudynastins huvudstad Luoyang

Någon total likriktning mot ett enahanda tänkesätt blev aldrig en realitet i samhällets intellektuella skikt. Där fanns somliga Ming som, likt Su Shi (1037–1101) under Song, var rebeller till sin läggning och inte generade sig att kritisera huvudfårans dogmatiska tänkesätt. Den som anförde en ny linje av konfuciansk lära och filosofi var lärobyråkraten Wang Yangming (1472–1529), vars kritiker menade att hans läror var förorenade av zen-buddhism.
När han analyserade Zhu Xis begrepp "kunskapens utvidgning " (det vill säga att nå förståelse genom noggrann och rationell undersökning av saker och händelser), insåg Wang att universella principer var begrepp som allas sinnen kan ta till sig. Med avvikelse från schablonen, anförde Wang att vem som helst, oberoende av socioekonomisk status eller bakgrund, skulle kunna bli lika vis som forntidens lärde Konfucius och Mencius. Dessa bådas skrifter var inte sanningens källa, utan snarare vägvisare, i vilka man efter noggranna studier kan finna brister. I Wangs ögon, var en bonde som hade många erfarenheter och drog naturliga slutsatser från dessa, visare än en tjänsteman som hade studerat klassikerna ingående men inte hade upplevt den verkliga världen för att se efter vad som var sant.

### Konservativ reaktion
Konservativa konfucianska ämbetsmän oroades över Wangs filosofiska tolkning av konfucianska klassikerna, hans lärjungars tilltagande antal medan han fortfarande var i tjänst och hans övergripande socialt-rebelliska budskap. För att hämma hans politiska inflytande blev han ofta utsänd för att ta tag i militära affärer och uppror långt bort från huvudstaden. Likväl slog hans idéer rot i huvudfårans kinesiska tankevärld och sporrade nytt intresse för daoism och buddhism. Därtill började folk att ifrågasätta giltigheten hos den sociala hierarkin och inställningen att den lärde stod ovanför bonden. Wang Yangmings lärjungar och saltgruvearbetaren Wang Gen föreläste för vanligt folk om att skaffa sig utbildning för att få ett bättre liv, medan hans efterföljare He Xinyin utmande betoningen på familjens upphöjda position i det kinesisk samhället. Hans samtida Li Zhi (1527–1602) lärde till och med ut att kvinnor var männens intellektuella likar och borde ges bättre utbildning. Såväl Li som He ändade till slut sina dagar i fängelsehålor, dömda på anklagelser om spridande av "farliga idéer". Ändå hade dessa "farliga idéer" om flickors utbildning länge omhuldats av mödrar som stått för sina barns första skolning, liksom kurtisanerna som var lika belästa och likaledes tränade i kalligrafi, målning och poesi som sina manliga värdar.
I opposition mot Wang Yangmings liberala syn fanns de konservativa ämbetsmännen i censoratet – en kejserlig institution med rätt och skyldighet att tala klarspråk mot ämbetsbrott och maktmissbruk – och de seniora tjänstemännen i Donglin-akademin, vilken blev återupprättad 1604.

## Konfessionella böjelser

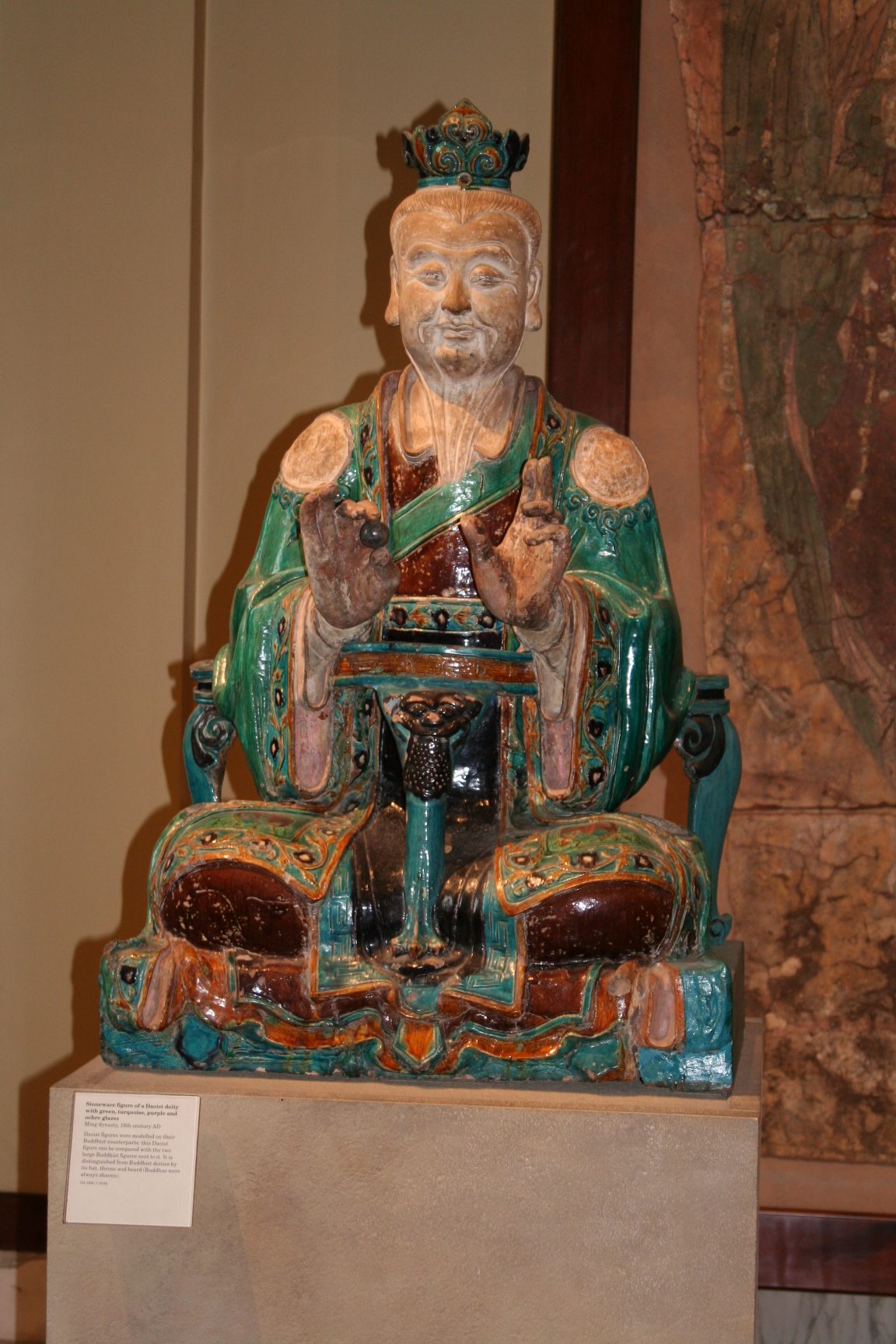
Kinesisk glaserad staty i stengods, föreställande en daoistisk gudomlighet från 1500-talets Mingdynasti

Under tusentals år var tron på förfädersdyrkan och ritualer kring förfäderskulten, avgörande särdrag i den kinesiska civilisationen. Kineserna satte sin tro på en uppsättning gudar i kombination med en god portion vidskepelse till vad som betecknas som Kinesisk folkreligion. Andra religiösa uttryck under Ming inbegriper den forntida inhemska taoistiska  ideologin och utländsk Buddhism, även om fristående Kinesisk Buddhism hade utvecklats mycket tidigare.

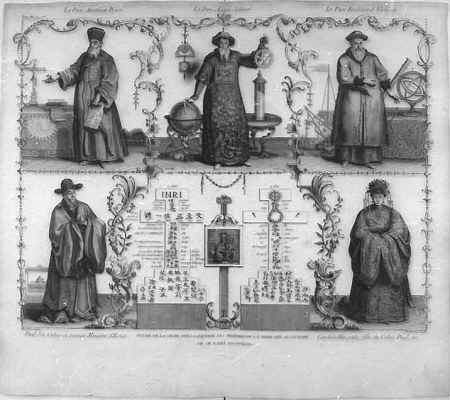
Jesuiter i Kina

Kristendom hade slagit rot i Kina sedan Tangdynastin (618–907), men under den senare Mingperioden fick jesuiterna från Europa ögonen på Kina med missionärer som Matteo Ricci och Nicolas Trigault. Andra sekter som Dominikanorden  och Franciskanorden tog också tillfället att få in en fot.
Ricci arbetade med den kinesiske matematikern, astronomen och agronomen Xu Guangqi för att kunna översätta den grekiska matematiska avhandlingen Euklides Elementa till kinesiska för första gången 1607. Kineserna var imponerade av europeiska kunskaper i astronomi, kalendervetenskap, matematik, hydraulik och geografi. Flertalet europeiska munkar presenterade sig själva mer som bildad elit än religiösa figurer, i sin ansträngning att tillskansa sig tillit och beundran från kineserna. Många kineser var dock misstänksamma och till och med regelrätt kritiska mot kristendomen, därför att kinesiska övertygelser och sedvänjor inte sammanföll med den kristna tron. Höjdpunkten av denna tvist var den Religiösa Incidenten i Nanjing 1616–1622.

## Teknik och vetenskap
Jämförd med Songdynastins blomstrande teknik och vetenskap, såg Mingdynastin kanske färre vetenskapliga framsteg i förhållande till upptäcktstakten i Västvärlden. I själva verket sporrades viktiga framsteg inom kinesisk vetenskap under sen Ming genom kontakter med Europa. 

### Astronomi

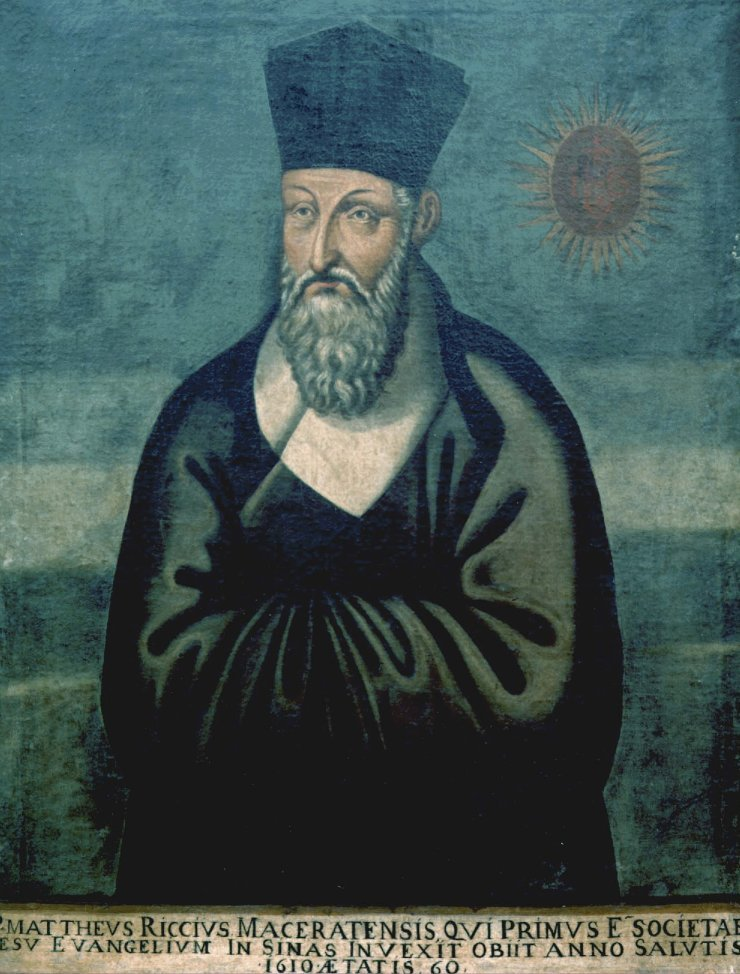
Matteo Riccis porträtt av Yu Wenhui, latiniserad som Emmanuel Pereira, daterad Riccis dödsår, 1610

Mellan åren 1437 och 1446 flyttades Pekings antika observatorium och då byggdes även instrumenten på taket: teodolit, kvadrant, sextant, en celest glob och ytterligare två typer av armillarsfärer, som de alltmer anlitade jesuiterna hjälpt till att förbättra. Jesuiternas Kina-mission på 1500- och 1600-talet introducerade kinesernas vetenskap och astronomi i Västvärlden. Sedan efter att ha undergått sin egen revolution, kom delar av dessa åter till Kina.
År 1626 skrev jesuiten Johann Adam Schall von Bell den första kinesiska redogörelsen om teleskopet, Yuanjingshuo (Det Fjärrseende Glaset) och 1634 förvärvade den siste Ming kejsaren Chongzhen ett teleskop som tillhört Johann Schreck (1576–1630). Den heliocentriska modellen för solsystemet förkastades av de katolska missionärerna i Kina. Johannes Keplers och Galileo Galileis idéer slog likväl gradvis rot i Kina och tog sin början med den polske jesuiten Michael Boym (1612–1659) år 1627, Adam Schall von Bells avhandling 1640 och slutligen Joseph Edkins, Alex Wylie och John Fryer under 1800-talet. Katolska jesuitser i Kina kunde prata för kopernikansk teori vid hovet, men ändå samtidigt omhulda det ptolemaiska världssystemet i sina skriverier. Det var inte förrän 1865 som katolska missionärer i Kina förespråkade den heliocentriska modellen såsom deras protestantiska gelikar hade gjort. Fastän Shen Kuo (1031–1095) och Guo Shoujing (1231–1316) hade lagt grunden till trigonometrin i Kina, skulle inget annat betydande verk i kinesisk trigonometri bli publicerat igen förrän 1607 efter Xu Guangqis och Matteo Riccis ansträngningar. Ironiskt nog, blev en del uppfinningar som hade sitt ursprung i det antika Kina återintroducerade i Kina från Europa under sen Ming, till exempel den mobila fältkvarnen.

#### Kalender
Den kinesiska kalendern var i behov av en reform, eftersom den endast ungefärligt mätte solåret som 365¼ dygn, vilket ger ett fel på 10 min och 14 s per år eller ungefär ett helt dygn på 128 år. Trots att Ming hade tillämpat Guo Shoujing's Shoushi kalender från 1281, vilken var precis lika korrekt som den Gregorianska kalendern, så misslyckades Ming Direktoratet för Astronom med att uppdatera den. Detta berodde nog på deras brist på expertis, då deras ämbeten hade blivit ärftliga under Ming, vars statuter förbjöd privat inblandning i den viktiga astronomin. Viktig därför att den var grunden för de astrologiska förutsägelser, som styrde kejsarens agerande och genom Riccis övertygande skicklighet nu i stället anförtrotts jesuiterna. En ättling i sjätte led till kejsar Hongxi, "Prins" Zhu Zaiyu (1536–1611), lade fram ett förslag om att fastlägga kalenden år 1595, men den ultra-konservativa astronomiska kommissionen förkastade det. Det kan noteras att detta var densamme Zhu Zaiyu som upptäckte systemet med stämning, känt som liksvävande temperatur, en upptäckt som gjordes samtidigt av Simon Stevin (1548–1620) i Europa. Utöver att publicera sina arbeten om musik, kunde han ge ut sina rön om kalendrar 1597. Ett år tidigare blev förbättringsförslaget till åminnelse av Xing Yunlu avseende kalendern skjutet i sank av Övermästaren för den Astronomiska Byrån, till följd av lagen som fördömer privat sysslande med astronomi. Xing kom senare att vara Xu Guangqi behjälplig med att reformera kalendern 1629 enligt Västlig standard.
På de mer legitima jesuiternas inrådan kom en mindre angelägen tidsreform aningslöst att hanteras utan invändningar.  Sedan urminnes tider tillämpade man ett sätt att dela in dygnet i 100 delar, ke (刻), som tyvärr aldrig kom till de franska revolutionärernas kännedom. Detta centidygn förändrades vid övergången till nästa dynasti till en vanlig västerländsk kvart, 1/96 dels dygn för att passa bättre ihop med en parallell duodecimal indelning.

### Teknik

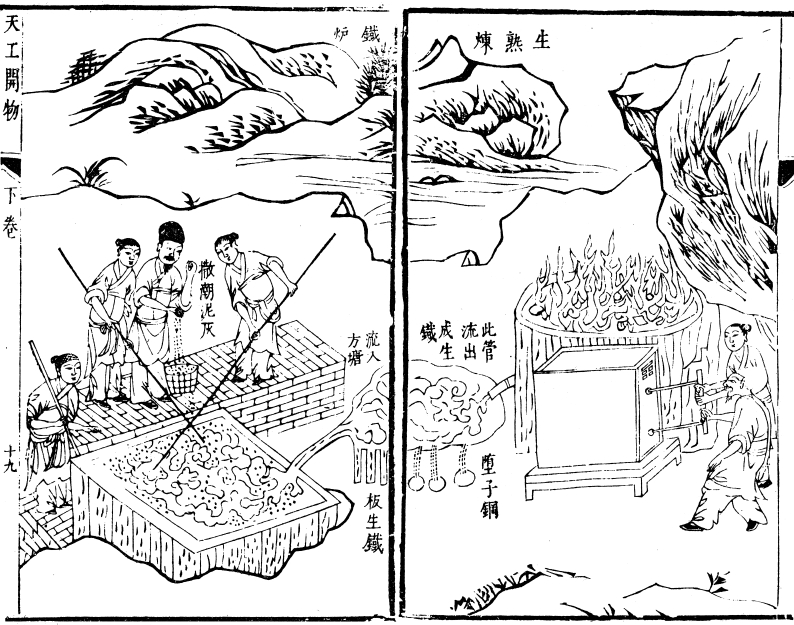
Puddelprocessen att smälta järnmalm för att göra tackjärn av smidesjärn. Högra skissen visar män som sköter en masugn. Från Tiangong Kaiwu encyklopedin 1637.

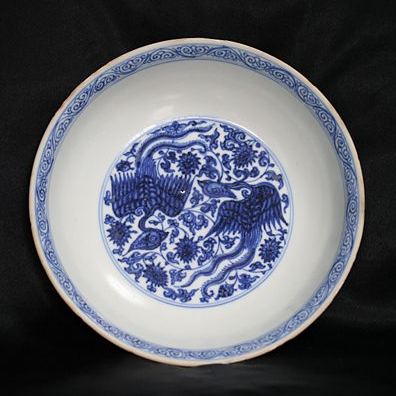
Blåvitt mingporslin, (1368–1644)

Yuandynastins palats vid Khanbaliq innehöll avancerad utsmyckning, såsom fontäner med dansande klot i strålarna, självrörliga tigerautomater, drakhövdade föremål som sprutade ångor med parfym och mekaniska klockor. När Ming-grundaren Hongwu såg dessa mekaniska anordningar, satte han alltihop i samband med Mongolväldets dekadens och lät förstöra dem.  Senare skulle europeiska jesuiter som Matteo Ricci och Nicolas Trigault kort omnämna inhemska kinesiska urverk som var utrustade med drivhjul. Såväl Ricci som Trigault var dock snara att framhålla 15-hundratalets europeiska urverk såsom ännu mer avancerade än vanliga tidmätande apparater i Kina, vilka de listade som vattenur, rökelseur och "andra instrument...med hjul som vreds av sand i stället för vatten." Kinesiska uppteckningar – nämligen Yuan Shi – beskriver det "femhjuliga sanduret", en mekanism som Zhan Xiyuan (fl. 1360–1380) var först med. Denna ståtade med öshjulet från Su Songs tidigare astronomiska ur och en stationär urtavla över vilken en visare cirkulerade, i likhet med tidens europeiska modeller. Detta sand-drivna hjulur modifierades av Zhou Shuxue (1530–1558), som lade till fyra stora växelhjul, ändrade utväxlingen och breddade mynningen till att fånga in mer sandkorn, då han menade att den tidigare modellen alltför ofta täpptes till.
Kineserna fängslades av europeisk teknik, men det gjorde likaledes besökande européer av kinesik teknik. År 1584 gjorde Abraham Ortelius (1527–1598) ett stort nummer i sin atlas Theatrum Orbis Terrarum av den sällsamma kinesiska innovationen att montera master och segel på landkärror, ungefär som på en djonk. Gonzales de Mendoza nämnde också detta ett år senare, medan Gerardus Mercator (1512–1594) framhöll dem i sin atlas, John Milton (1608–1674) i ett av sina berömda poem och Andreas Everardus van Braam Houckgeest (1739–1801) i sina resedagboksanteckningar från Kina.
Mingdynastin är också känd för sitt vackra porslin, speciellt det för perioden karaktäristiska blåvita porslinet. Encyklopedisten Song Yingxing (1587–1666) dokumenterade en bred uppsättning olika tekniker, metallurgiska och industriella processer i sin Tiangong Kaiwu encyklopedi från 1637. Denna innefattade mekaniskt och hydrauliskt drivna anordningar för jordbruk och bevattning, sjöfartsteknik såsom fartygstyper och snorkelutrustning för pärldykare. Vidare avhandlas de årliga procedurerna av tillverkning av siden och vävning med vävstol, metallurgiska processer som degelteknik och släckning, tillverkningsprocesser som att rosta järnpyrit för konvertering av sulfiden via oxid till svavel använt i krutblandningar – illustrerande hur malm lades i en hög med kolbriketter i en jordugn med ett destillations-huvud som skickade över svavel som ånga, vilken övergick i fast form för att kristallisera – och bruket av krutvapen såsom en marin mina som tändes med en slitlina och flintstålshjul.
Med fokus på jordbruk i sin Nongzheng Quanshu, visade agronomen Xu Guangqi (1562–1633) intresse för bevattning, gödningsämnen, lindring av svält, ekonomiska och textila grödor samt empiriska iakttagelser av grundämnena, vilket gav tidiga insikter i kemi.

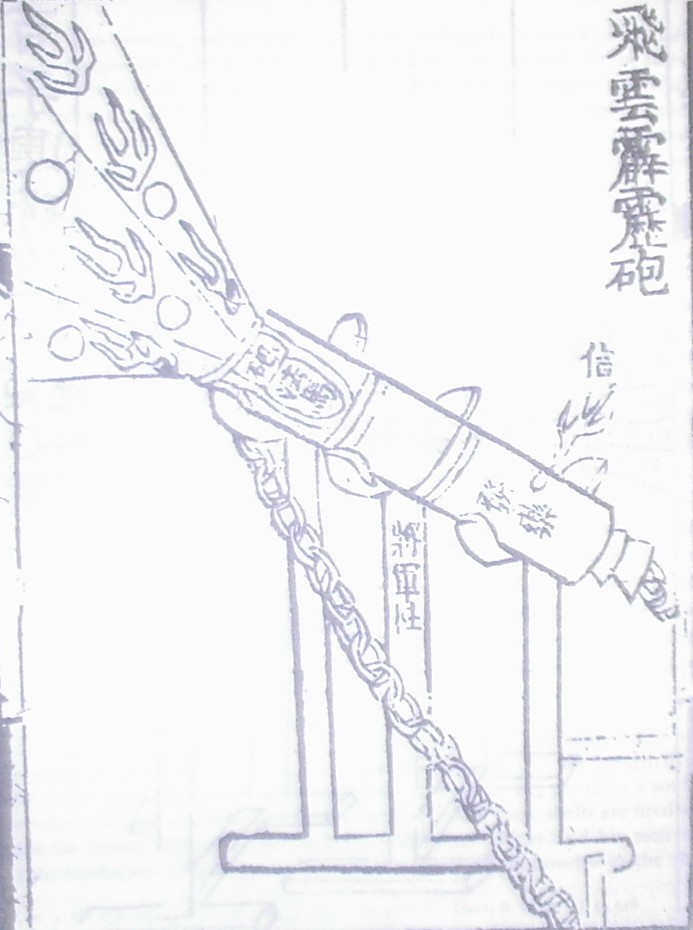
En kanon ur Jiao Yu och Liu Jis Huolongjing, 1370-tal

#### Vapenteknik
Det var många landvinningar och ny design kring krutvapen under dynastins början. Från dess mitt till sen Ming började dock kineserna allt oftare använda artilleri och skjutvapen av europeiskt snitt. Skriften Huolongjing, sammanställd av Jiao Yu och Liu Ji någon gång före den senares död 1375 (med förord tillagt av Jiao år 1412), behandlade många typer av de modernaste krutvapnen för sin tid. Detta inbegriper ihåliga, krutfyllda explosiva kanonkulor, landminor som hade en invecklad avskjutningsmekanism av fallande vikter, stift och ett hjullås av stål för att antända bunten av stubintrådar, marina minor, fenförsedda bevingade raketer för aerodynamisk styrning, flerstegsraketer drivna av booster-raketer, innan en svärm av mindre raketer tänds och skjuter iväg från stjärten på missilen (formad som ett drakhuvud), och handkanoner som hade upp till tio  pipor.

### Läkekonst
Li Shizhen (1518–1593), en av de mest ansedda farmakologerna och läkarna inom traditionell kinesisk medicin, var verksam under den sena Mingperioden. År 1587 färdigställde han det första utkastet till sin Bencao Gangmu, ett kompendium som gav detaljer om hur över 1800 mediciner skulle användas. Även om den påstås ha uppfunnits av en daoistisk eremit från berget Emeishan strax före tiohundratalet, så var metoden med ympning av smittämnet på smittkoppspatienter i allmänt bruk i Kina vid tiden för Longqing-kejsarens regering (ca 1567–1572), långt innan den kom i bruk någon annanstans. Vad gäller tand- och munhygien använde man redan i det forntida Egypten en primitiv tandborste, tillverkad av en kvist som var fransig i ena änden. Kineserna var dock först med att uppfinna den moderna borstiga tandborsten, då med styvt svinborst.